# Joachimsthal (Barnim)

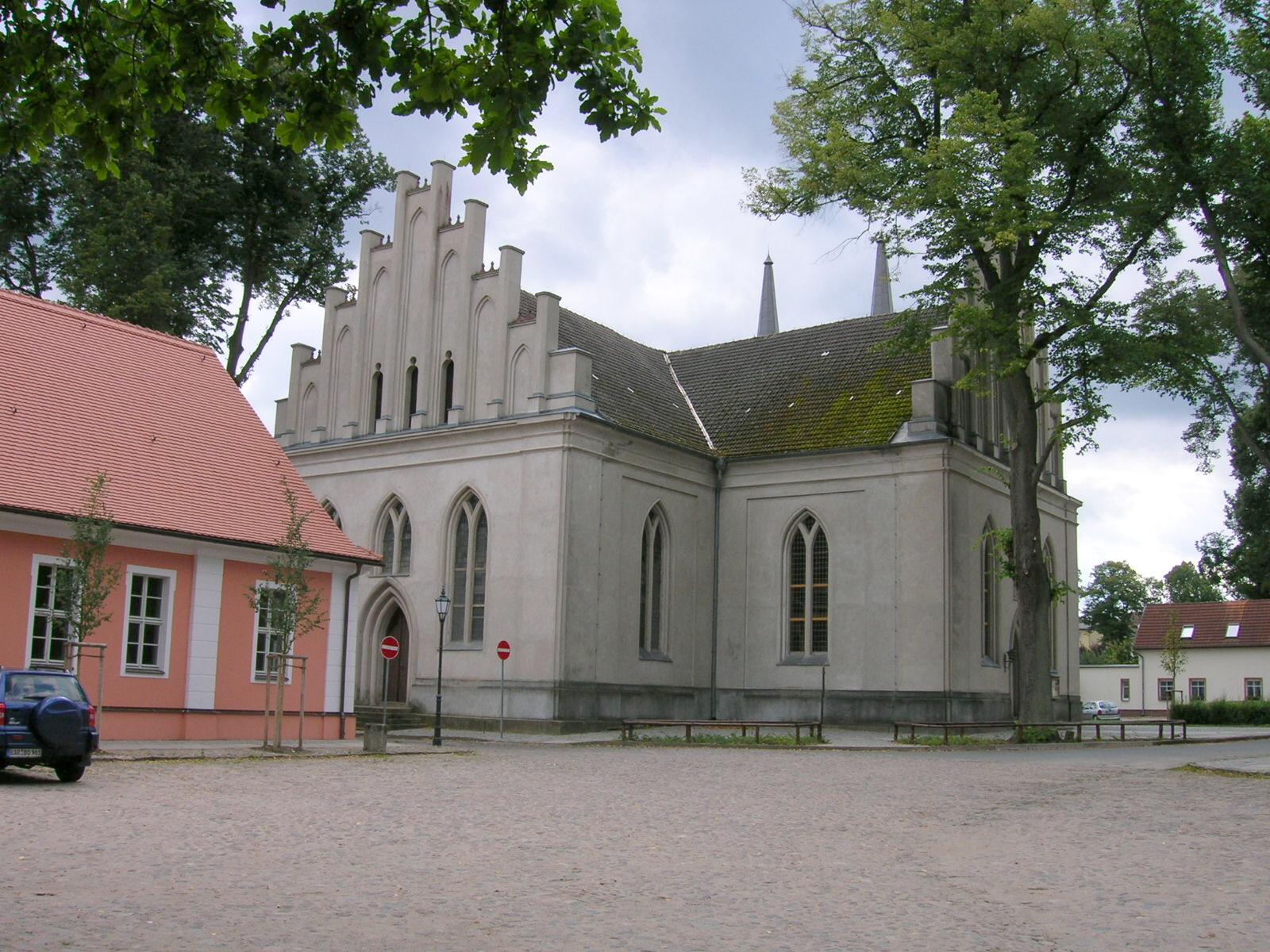
Église de la Sainte-Croix

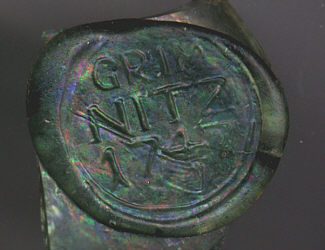
Sceau de la cristallerie de Grimnitz (1747).

Joachimsthal est une commune de l'arrondissement de Barnim, dans le Land de Brandebourg, en Allemagne.

## Géographie
Située entre les lacs de Werbellin et de Grimnitz, elle borde au nord la lande de Schorfheide, rattachée à la réserve naturelle de Schorfheide-Chorin. Les faubourgs d’Ausbau, Bahnhof Werbellinsee, Bärendickte, Elsenau, Feriendorf Grimnitzsee, Forst Joachimsthal, Grimnitz, Hubertusstock, Jägerberg, Kienhorst, Leistenhaus, Lindhorst et Michen dépendent aussi de Joachimsthal.

## Administration
Joachimsthal est le siège administratif de la commune de Joachimsthal (Schorfheide), à laquelle trois autres villages sont rattachés.

## Histoire
La région de Joachimsthal a été colonisée très tôt, comme en témoignent les tumulus et les tombes des environs. Au Moyen Âge, la frontière entre Poméranie et Brandebourg s'établit le long du lac de Grimnitzsee et de la Welse. Pour la protéger, les margraves de Brandebourg édifièrent en 1247 le château fort de Grimnitz au bord du lac. Ce château leur servait tout autant de séjour que de centre administratif. La première mention écrite du château remonte à 1298. Vers 1577, une première verrerie s'établit non loin de la forteresse. L’électeur Joachim-Frédéric fit lui-même ouvrir une cristallerie en 1601, et fit venir pour cela des artisans de Bohême. D'autres ateliers s'installèrent ensuite dans le pays, entre autres des tisserands. Le toponyme de Joachimsthall est mentionné pour la première fois dans des actes princiers en 1603. On l'appelait aussi Flecken Joachimsthall, et la ville reçut une charte le 1er janvier 1604. L'électeur Joachim Frédéric entreprit peu après la construction d'une  école comtale et d'une église, laquelle fut consacrée le 23 août 1607. Le lendemain, l'école était inaugurée et dotée de terres et de bénéfices divers, parmi lesquels le pavillon de chasse, les droits de pêche sur le lac, la cristallerie, les moulins etc.
Au cours de la guerre de Trente Ans qui suivit, la ville tomba les 5-6 janvier 1636 et l'école fut pillée. Le château-fort de Grimnitz fut lui-même en partie détruit et l'avant-poste, Schönhof in Golzow, fut incendié. La guerre terminée, de nouvelles cristalleries s'établirent à Grimnitz, mais la ville de Joachimsthal ne se remit que lentement de ses plaies. Un nouveau coup du sort la frappa avec le grand incendie du 20 avril 1814. Il détruisit 39 fermes, les salles de classe et la direction de l'école, toutes les étables et bergeries, la brasserie et la distillerie, l'église et le consistoire. Ce fut l'architecte Karl Friedrich Schinkel qui fut chargé du projet de reconstruction de la ville. L'église était restaurée dès 1820, et l'école sans doute en 1823.
La ligne de chemin de fer d'Eberswalde à Joachimsthal fut mise en service en juillet 1898, et prolongée jusqu'à Templin au mois de décembre suivant. Depuis 1888, le domaine de Joachimsthal était rattaché à la commune : suivirent en 1929 ceux de Grimnitz-Forst et de Schorfheide (Joachimsthal-Forst avec Dammshaus, Zorndorf et Steingrube), et enfin en 1938 Altgrimnitz.

## Économie et infrastructures
Alors qu'une industrie locale (scieries, puits d'argile) subsistait encore tant bien que mal dans les années 1990, l'activité touristique a depuis largement pris le relais. Le territoire de Joachimsthal est, sur le plan géologique, un vestige de l’ère glaciaire.

### Transports

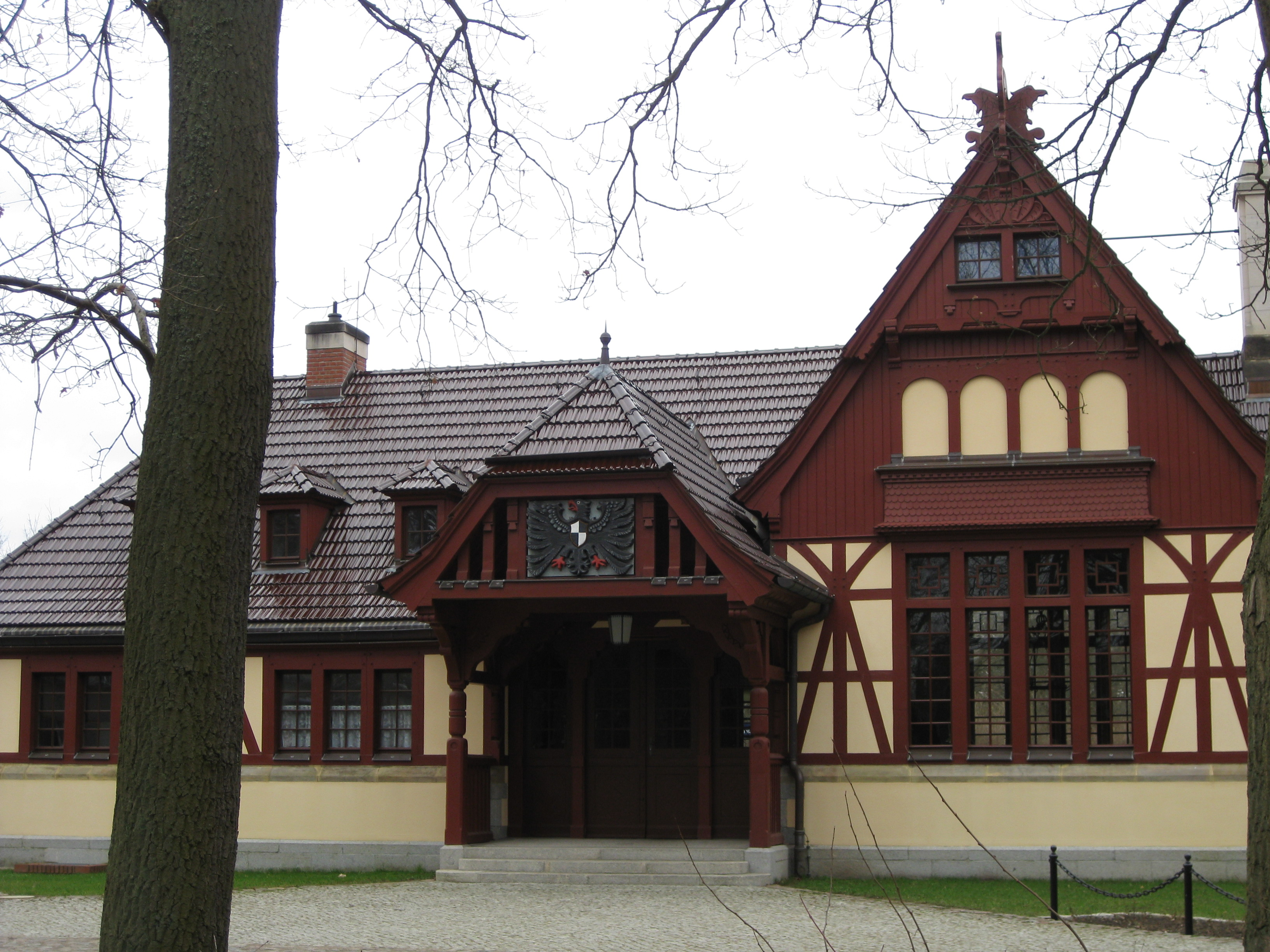
La gare de „Kaiserbahnhof“

- Joachimsthal est desservie par une rocade de l’A 11 ainsi que par la Route Fédérale n°198 dans le sens Eberswalde et Angermünde.
- Elle est également desservie par la ligne ferroviaire Ostdeutsche Eisenbahn (ODEG), avec à fréquence horaire un train de la ligne régionale Eberswalde–Joachimsthal, avec arrêts à Joachimsthal-Terminus et Joachimsthal Kaiserbahnhof. Le tronçon de Templin a été fermé aux voyageurs en 2006.
- La véloroute Berlin-Usedom traverse Joachimsthal et sa région.

## Monuments et curiosités touristiques

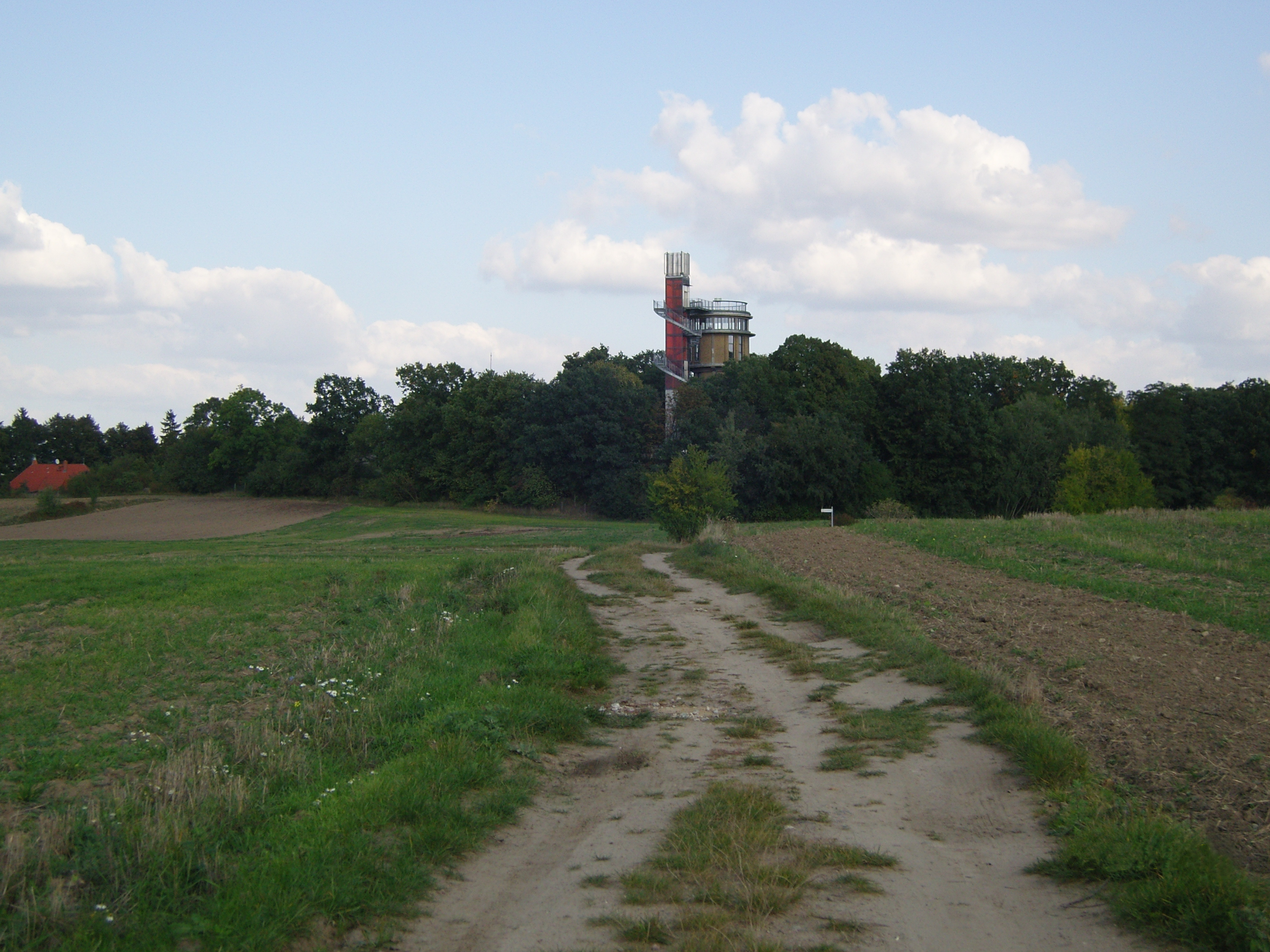
L'ancien château d'eau.

- L'église de la Sainte-Croix se trouve au centre-ville. Elle a été restaurée en 1817 sur un projet de l'architecte Karl Friedrich Schinkel.
- Les ruines du château-fort de Grimnitz, place-forte frontière de l'Uckermark sous le règne des Ascaniens, se trouvent au bord du lac de Grimnitzsee
- Le lycée de Joachimsthal : le chimiste Wilhelm Heinrich Heintz y fit ses études secondaires.
- La gare de Werbellinsee, dite „Kaiserbahnhof“, remonte à la période wilhelminienne
- L'ancien château d'eau a été transformée en belvédère dans le cadre d'un projet Biorama.
- Le pavillon de chasse de Hubertusstock a été construit dans le style bavarois par le roi de Prusse Frédéric-Guillaume IV entre 1847 et 1849.Au bord du lac de Werbellin, le long duquel se déroule la Seerandstrasse, il y un embarcadère pour la navigation de plaisance. Des maisons de séjour sont à louer dans l'Angermünder Strasse, ainsi que des bungalows au village de vacances de Grimnitzsee.

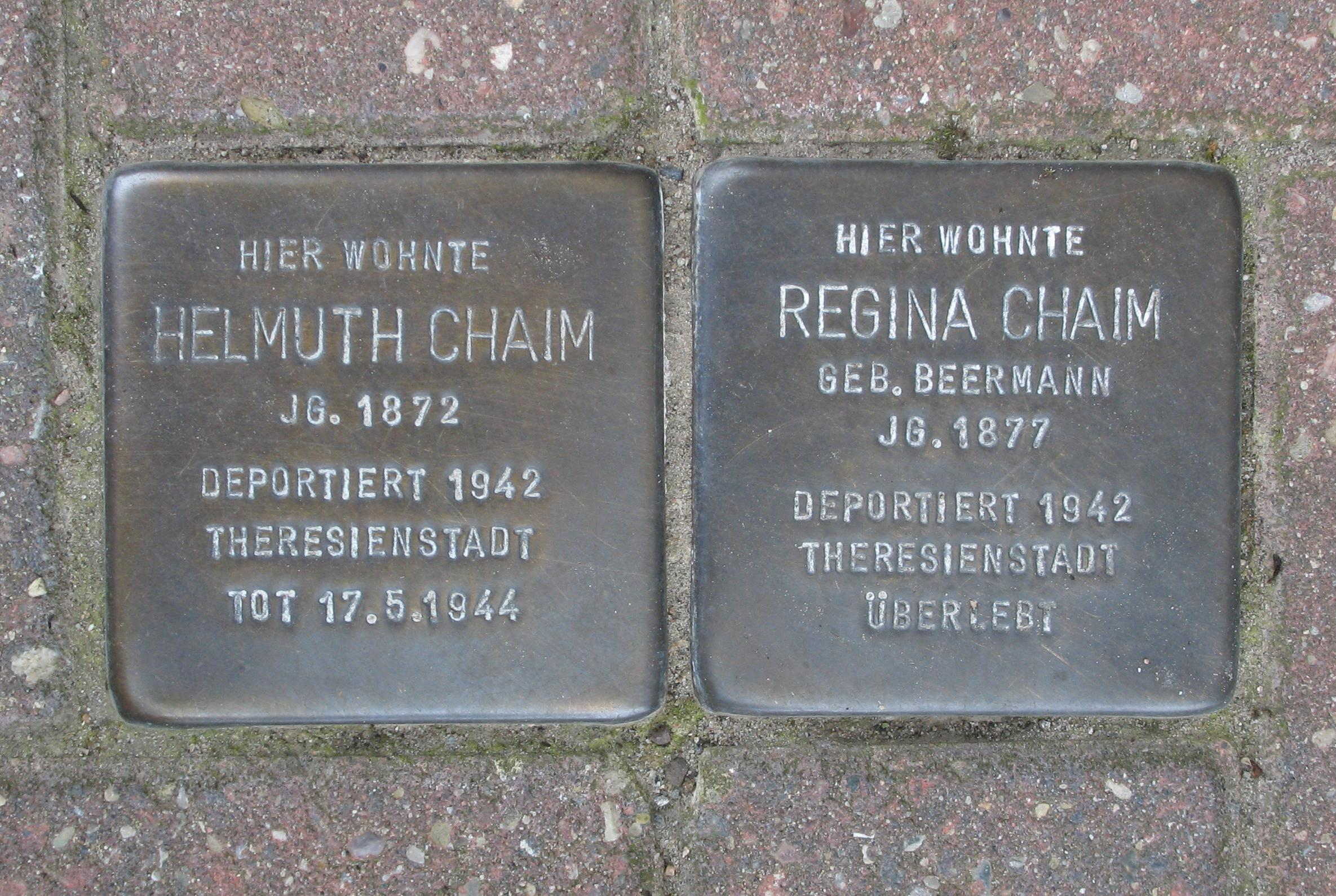
Les dalles commémoratives.

- La première stèle commémorative dédiée à la famille juive Chaim fut inaugurée le 18 juillet 2007 dans la Schulstraße[1]. Le cimetière juif de la ville a été créé en 1750. Il se trouve entre l'ancien et le nouveau cimetière  chrétien dans la Zorndorfer Straße.
- Le mémorial aux victimes du fascisme a été inauguré en 1953 ; il se trouve dans la Töpferstraße en face du pavillon de chasse.

### Personnalités de Joachimsthal
- Franz Ernst Neumann (1798–1895), physicien né à Joachimsthal
- Elisabeth Schnack (née Schüler, le 23 décembre 1899 ; † 14 février 1992 à Zurich), écrivain et traductrice suisse
- Ferdinand Brunold (1811–1894), poète régional, décédé à Joachimsthal